# Nola habrophyes
Nola habrophyes är en fjärilsart som beskrevs av Dyar 1914. Nola habrophyes ingår i släktet Nola och familjen trågspinnare. Inga underarter finns listade i Catalogue of Life.